# Nagroda im. Tadeusza Trepkowskiego
Nagroda im. Tadeusza Trepkowskiego – nagroda dla młodych grafików, ustanowiona przez Wydawnictwo Artystyczno-Graficzne (WAG) w 1955, przyznawana za najlepszy plakat roku.

## Wybrani laureaci
- Waldemar Świerzy, 1956[1]
- Liliana Baczewska, 1957[2]
- Maciej Urbaniec, 1958
- Tadeusz Jodłowski, 1959
- Artur Starczewski[3]
- Leszek Hołdanowicz, 1963[4]
- Marek Freudenreich, 1966
- Bronisław Zelek, 1967[5]
- Tomasz Żołnierkiewicz, 1968
- Paweł Udorowiecki, 1970
- Jakub Erol[6] i Paweł Udorowiecki, 1975 – praca wspólna[7]
- Piotr Stolarczyk, 1976[8]
- Tomasz Jura[9]